# Lalrin Fela
Lalrin Fela (sinh ngày 24 tháng 9 năm 1990 ở Mizoram)  là một cầu thủ bóng đá người Ấn Độ thi đấu ở vị trí Tiền vệ tấn công cho Green Valley F.C..